# Baie Sainte Anne
Baie Sainte Anne é um distrito de Seicheles que faz parte das ilhas interiores, tem 25.79 km² de área territorial.  
Em 2021 a população desse distrito foi estimada em 4,863 habitantes com uma densidade de 188.6/km², já de acordo com o censo de 2010 a população é de 4,876 habitantes com 2,075 sendo homens e 2,801 mulheres.